# Piekary (powiat gnieźnieński)
Piekary – wieś w Polsce położona w województwie wielkopolskim, w powiecie gnieźnieńskim, w gminie Gniezno. Od wschodu graniczy z Gnieznem.
Wieś duchowna, własność Klasztoru Klarysek w Gnieźnie, pod koniec XVI wieku leżała w powiecie gnieźnieńskim województwa kaliskiego. W latach 1975–1998 miejscowość należała administracyjnie do województwa poznańskiego. Według danych z 2011 roku wieś zamieszkiwało 450 osób.